# Astragalus compositus
Astragalus compositus är en ärtväxtart som beskrevs av Nikolai Vasilievich Pavlov. Astragalus compositus ingår i släktet vedlar, och familjen ärtväxter. Inga underarter finns listade i Catalogue of Life.